# Kanton Mundolsheim
Kanton Mundolsheim (fr. Canton de Mundolsheim) byl francouzský kanton v departementu Bas-Rhin v regionu Alsasko. Tvořilo ho 14 obcí. Zrušen byl po reformě kantonů 2014.

## Obce kantonu
- Achenheim
- Breuschwickersheim
- Eckbolsheim
- Hangenbieten
- Ittenheim
- Lampertheim
- Mittelhausbergen
- Mundolsheim
- Niederhausbergen
- Oberhausbergen
- Oberschaeffolsheim
- Reichstett
- Souffelweyersheim
- Wolfisheim